# TJ Start Jihlava (fotbal)
TJ Start Jihlava (celým názvem: Tělovýchovná jednota Start Jihlava) byl český ženský fotbalový klub, který sídlil v Jihlavě. 
První družstvo pod názvem Rapid Jihlava bylo sestaveno v roce 1966. V sezóně 1969/70 se oddíl poprvé přihlásil do oficiální soutěže. V sezóně 1974/75 klub poprvé postoupil do nejvyšší soutěže. Od další sezóny došlo k přejmenování na TJ Start Jihlava. V nejvyšší lize klub hrál až do sezóny 1979/80, kdy opět sestoupil. Klub působil v nižších soutěžích až do sezóny 1990/91, ve které vybojoval postup do nejvyšší soutěže. V následujících sezónách klub opakovaně sestupoval a postupoval až do roku 1995, kdy sestoupil na delší čas. Až v ročníku 2007/08 se klubu podařilo postoupit znovu do I. ligy. Kde se v následujícím ročníku 2008/09 klub nedokázal udržet a sestoupil do II. ligy. Po sezóně přišel zánik klubu. TJ Start Jihlava se sloučil s klubem FC Vysočina Jihlava, pod jehož hlavičkou byla vytvořena nová ženská sekce.